# William Ockham

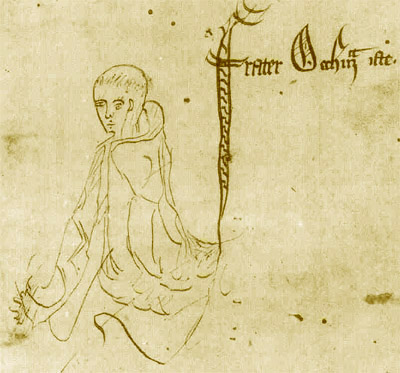
William Ockham, skiss i manuskriptet Summa logicae från 1341 med texten frater Occham iste.

William Ockham (även William Ockam och William av Occam, ibland bara Occam, latin: Guillelmus de Ockham), född cirka 1287 i byn Ockham i grevskapet Surrey i England, död 9 april 1347 i München, var en engelsk franciskanmunk och filosof.
Utgångspunkten för William Ockhams tänkande är kritiken av den realistiska kunskapsteorin. Enligt Ockham äger allmänbegreppen, universalia, inte någon verklig existens utanför det mänskliga medvetandet och de utgör bara tecken för tingen, inte tingen själva (se den så kallade universaliestriden). Denna nominalism förenade han med ett nytt intresse för det individuella och för den empiriska världen i allmänhet. Hans ståndpunkt innebar en avgörande vändpunkt i skolastikens historia. Han formulerade en princip om minsta möjliga antagande som går under beteckningen Ockhams rakkniv.
Ockham fick av sina anhängare hedersnamnen Venerabilis inceptor, Doctor singularis et invincibilis och Princeps et caput nominalium.

## Biografi och tankevärld
William Ockham studerade i Oxford och inträdde i franciskanorden, där han anslöt sig till observanternas strängare parti. Han var lärjunge till Johannes Duns Scotus (död 1308) och blev själv en framstående lärare i filosofi och teologi vid universitetet i Paris och därefter i Oxford. Där bekämpade han den rådande realismen. År 1322 uttalade han på ett ordenskonvent i Perugia en kraftig protest mot påve Johannes XXII:s välvilja mot ordens mindre stränga parti. På grund av detta blev han fängslad i Avignon, men han lyckades fly tillsammans med bland andra franciskanernas ordensgeneral Michele av Cesena, Bonagrazia av Bergamo och Francesco della Marca och sökte skydd hos kejsar Ludvig IV. William Ockham bannlystes 1328, och påven Klemens VI lyckades inte förmå honom till lydnad och underkastelse, trots förhandlingar. 
Ockham ansåg att naturorsakerna, som frambringar tingen, omedelbart åstadkommer dem som individuella företeelser. Därför är en särskild individualiseringsprincip, som Duns Scotus hävdade finns, helt överflödig. De föregående medeltidstänkarna hade i allmänhet tänkt sig sinnesförnimmelserna som någon sorts inre avbilder av tingen. Ockham bröt med denna syn och betraktade förnimmelserna och begreppen endast som tecken (termini) för de föremål som framkallar dem. Med hjälp av dessa tecken kommer vi inte åt tingens väsen, men vi kan i tänkandet liksom räkna med dem som med ett slags lätthanterliga skiljemynt. Dessa tecken kan vart och ett för sig stå för en mångfald individuella föremål och blir därigenom på sätt och vis något generellt. Men verkligheten i sig själv består endast av individer. Medan den föregående medeltidsfilosofin arbetade med endast abstrakta begrepp, antog Ockham även en intuitiv kunskap, inte bara i form av sinnesåskådning, utan också som ett vetande, som innebär omedelbar visshet. Därigenom undgår denna intuitiva kunskap det med slutledningar opererande abstrakta förståndets osäkerhet. 
Denna uppfattning tillämpade han också i sin teologi. Guds existens kan enligt Ockhams syn inte omedelbart härledas ur gudsbegreppet, som Anselm av Canterbury försökt. Inte heller kan den bevisas kosmologiskt. Den enda kunskapskällan för att veta något om Gud är därför uppenbarelsen, vilket gör Ockham till antirationalist i detta avseende. Guds allmakt gör allting möjligt för honom. Denna föreställning om Guds allmakt utsträcker Ockham även till det moraliska området: Gud är inte med nödvändighet god utan står över distinktionen mellan gott och ont. Därför förnekar han att det finns något gott och rätt i sig självt. Hade det behagat Gud, hade han kunnat dekretera att det rätta varit en hänsynslös egoism; Gud hade, om han så hade velat, kunnat handla ont. Endast uppenbarelsen, som låter oss lära känna Guds vilja, definierar skillnaden mellan gott och ont. 
Även om Ockhams lära fördömdes av universitetet i Paris år 1340, omfattades den av en mängd lärjungar. Gabriel Biel (död 1495), "den siste skolastikern", sammanfattade Ockhams läror och utövade genom dem inflytande på Luther och Melanchthon. Å andra sidan är Ockham att beteckna som en föregångare till den empiriska riktningen inom den nyare tidens engelska filosofi. 
Bland Ockhams många skrifter må nämnas Summa totius logices, Super IV libros sententiarum subtilissimæ quæstiones, Centiloquium theologicum och Dialogus in tres partes distinctus, hans kyrkopolitiska huvudverk, där han ger kejsaren rätt att avsätta påven och vänder sig mot påvens ofelbarhet, men även mot konciliernas. Enligt Ockham kunde kyrkan lika gärna ha en annan författning – utan påve. Påven har på intet vis någon världslig maktbefogenhet – särskilt tillkommer det honom varken att utnämna eller att sanktionera den romerske kejsaren, då han tvärtom själv står under kejserlig jurisdiktion. Men även inom kyrkan är påven, enligt Ockham, allt annat än enväldig eftersom han är bunden av Bibeln. Den senare är ofelbar medan påven är utsatt för villfarelser; han kan själv vara en kättare och måste i så fall avsättas från sin värdighet. Kyrkan utgörs ingalunda uteslutande av prästerskapet, utan av samtliga kristna. Men även denna kyrka och dess organ, konciliet, kan enligt Ockham missta sig, så snart den avlägsnar sig från skriften.